# Plast

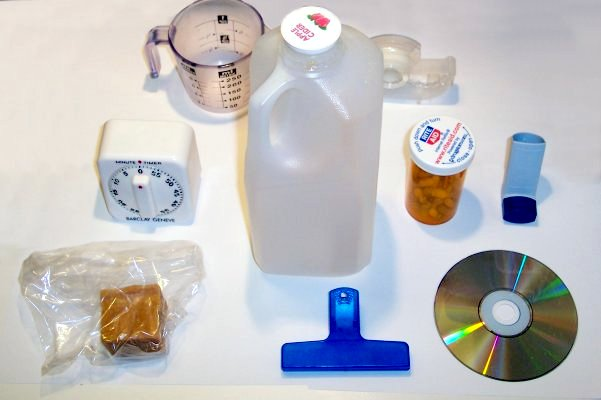
Domácí potřeby z různých druhů plastů

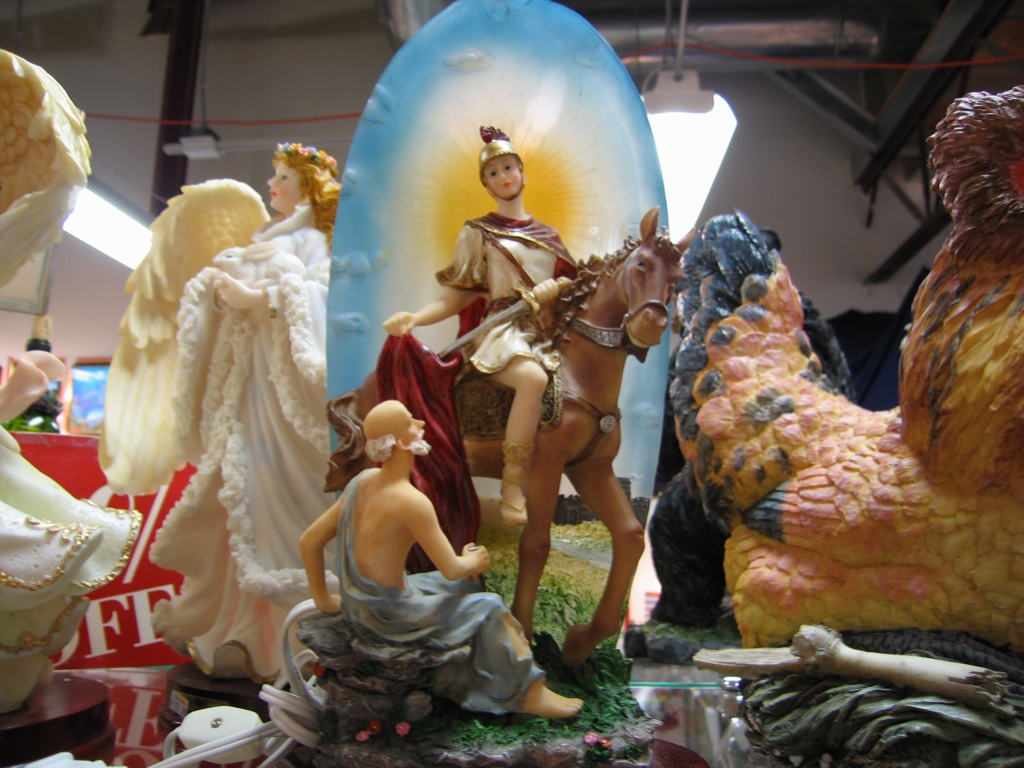
Hračky z plastu

Plasty, známé také pod názvem plastické hmoty nebo pod ne zcela přesným (obecnějším) názvem „umělé hmoty“, označují řadu syntetických nebo polosyntetických organických sloučenin, polymerních materiálů. Často obsahují další látky ke zlepšení užitných vlastností, např. odolnosti proti stárnutí, zvýšení houževnatosti, pružnosti apod. Plasty mohou být formovány do předmětů, fólií, nebo vláken. Jejich název je odvozen z faktu, že mnohé jsou tvarovatelné - mají vlastnost zvanou plasticita. Plasty se vyznačují velkou variabilitou vlastností, jako je např. tepelná odolnost, tvrdost, pružnost. Mezi jejich výhody patří nízká hustota, chemická odolnost, jednotnost složení, struktury a dobrá zpracovatelnost energeticky málo náročnými technologiemi vhodnými pro masovou výrobu (lisování, lisostřik, vstřikování, vyfukování, lití apod.). Díky tomu nalezly použití téměř ve všech průmyslových odvětvích i v domácnostech.
Slovo „plastický“ může též označovat materiál charakterizovaný určitým chováním při deformaci pod smykovým napětím – více informací je obsaženo v článcích plasticita a tažnost.
Z různých plastů se dále vyrábějí slitiny – tzv. polymerní směsi. Využívají se v automobilovém průmyslu (přístrojové desky, součásti interiérů, nárazníky, disky), ve výpočetní a sdělovací technice (kryty mobilních telefonů), v elektronice nebo v elektrotechnice (zástrčky, vypínače).

## Historie

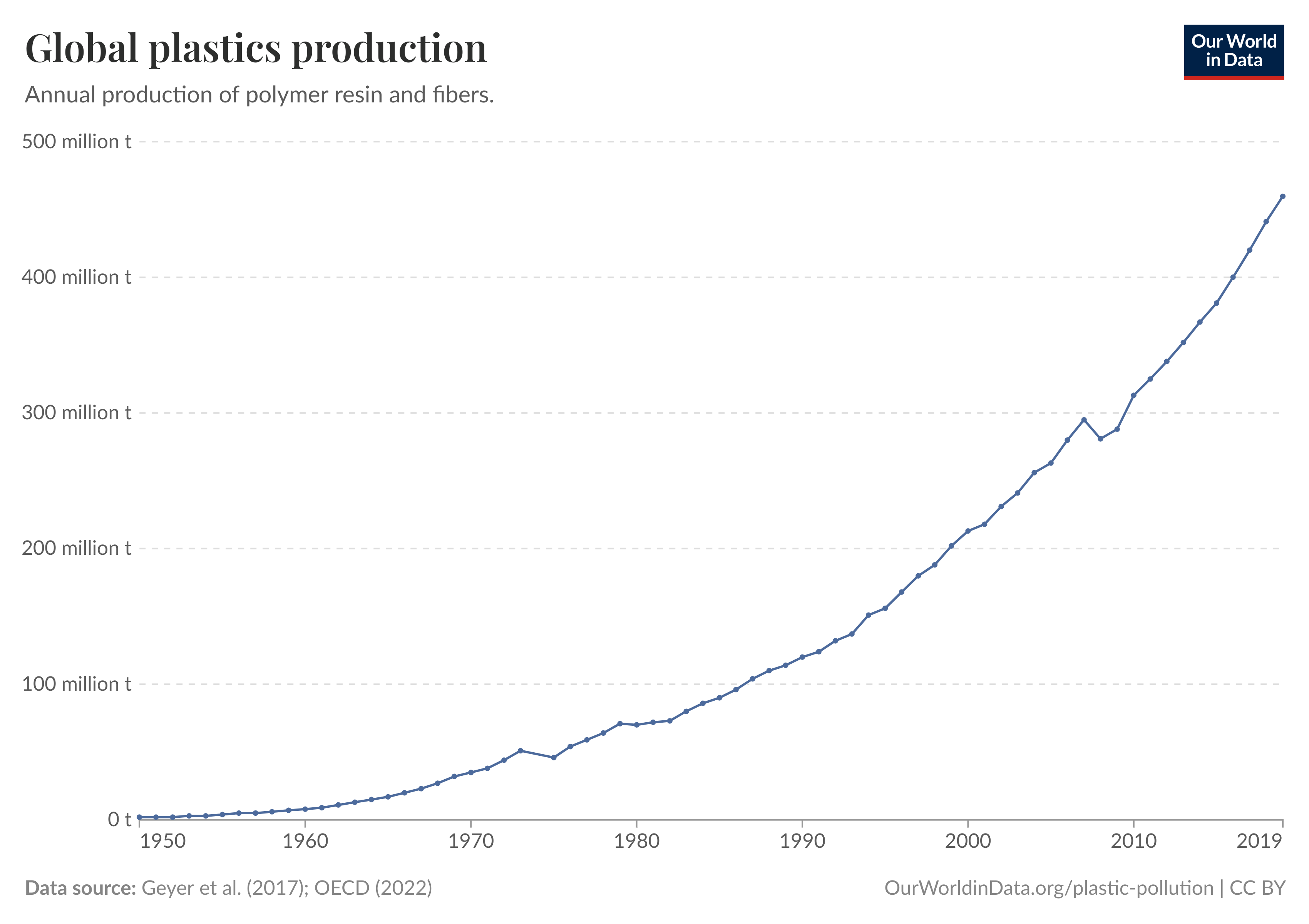
Vývoj světové produkce plastů.

Prvním plastem vůbec byl parkesin čili umělá slonovina, chemicky nitrát celulózy, který vynalezl Angličan Alexander Parkes v roce 1855. Prvním plně syntetickým plastem byl bakelit – reaktoplast vznikající polykondenzací fenolu a formaldehydu (1909). Například polyethylen byl poprvé připraven Hansem von Peckmannem v roce 1891.
Po první světové válce se začaly vyrábět první vinylové plasty (PVC, polystyren). Ve 30. letech 20. století byla objevena syntéza prvního polyamidu (nylonu). V téže době také začal prudký rozmach výzkumu i výroby většiny dalších plastů používaných vesměs dodnes. Do každodenního života vstoupily plasty (a výrobky z nich) masivně až po druhé světové válce coby levná náhrada klasických materiálů – dřeva, skla, oceli a jiných kovů.

## Dělení plastů
Plasty mohou být klasifikovány několika způsoby, ale nejčastěji se dělí podle použitého monomeru (tedy i chemického složení jejich polymerního řetězce). Mezi nejběžnější plasty z tohoto hlediska patří:
- polyolefiny
  - polyethylen (PE)
  - polypropylen (PP)
- vinylové plasty
  - polyvinylchlorid (PVC)
  - polystyren (PS)
- polymetylmetakrylát (PMMA)
- polyamidy (PA)
- polyestery (PES)
  - polyethylentereftalát (PET)
- polyuretany
- fenoplasty
- aminoplasty
- polysiloxany (silikony)
- fluoroplasty (např. teflon)

### Další dělení plastů
Podle zpracovatelnosti po ohřátí:
- termoplasty – po ohřátí na vysokou teplotu, vytvarování a ochlazení jsou po dalším ohřátí znovu tvarovatelné
- reaktoplasty (dříve termosety) – po vytvarování a vytvrzení je již nelze znovu tvarovat ani za tepla

Podle typu polymerizace, kterou plast vznikl:
- řetězová polymerizace
- stupňovitá polymerizace

Podle teploty skelného přechodu (Tg):
- podle teploty, kdy polymer přechází ze stavu skelného do stavu kaučukovitého

Podle hustoty:
- existuje několik zkratek od nejnižší (Ultra Low Molecular Weight – ULMW) po nejvyšší (Ultra High Molecular Weight – UHMW)

Podle dopadu na životní prostředí:
- plně syntetické – jsou velmi odolné vůči biodegradaci – zatím většina plastů
- polosyntetické (bioplasty) – vznikají modifikací přírodních polymerů, např. celulózy (nitrocelulóza, acetát celulózy, viskóza)
- speciální skupiny jako např.:
  - plasty se zkrácenou životností
  - woodplastic

## Dopady na životní prostředí

Průměrná doba použitelnosti různých plastových výrobků podle průmyslového sektoru (v letech)

V posledních několika desetiletích ekologové zjišťují, že překvapivě velké množství plastů se v kombinaci s nedostatečnou „recyklační morálkou“ dostává do řek a je vyplavováno do moří a oceánů, kde jsou unášeny mořskými proudy daleko od pobřeží nebo končí v útrobách mořských a přímořských živočichů – ryb, želv, ptáků atd. Znečištění plasty je tak jedním z velkých ekologických problémů, a to i na pevnině. 
Některé obchodní řetězce začínají nahrazovat své většinou polyetylenové tašky na přenos nakoupeného zboží variantami z recyklovatelných plastů, popřípadě podporují trvanlivé tašky, např. z juty.

## Dopady na zdraví
Z plastových nádob se uvolňují do jídla a pití různé chemikálie (například endokrinní disruptory) a to především  při vyšších teplotách (ohřev) či do obsahu s tuky či olejem. Z plastů se uvolňují mikroplasty. Plasty mohou obsahovat ftaláty.